# Gniezno
Gniezno je mjesto u Poljskoj i bivši glavni grad Poljske te važan turistički centar.

## Pobratimski gradovi
- Esztergom
- Anagni
- Falkenberg
- Saint-Malo
- Sergijev Posad
- Speyer
- Radviliškis
- Roskilde
- Umanj
- Veendam

## Vanjske poveznice
- Gniezno

### Ostali projekti
|  | Zajednički poslužitelj ima stranicu o temi Gniezno |